# Kultura Paracas

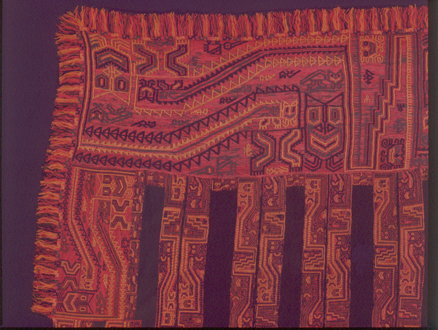
Tkanina kultury Paracas z 200 n.e. w Muzeum Larco, Lima

Kultura Paracas – preinkaska kultura, która rozwinęła się w rejonie Ica, w Peru, w latach 800 p.n.e. – 100 n.e., tym samym czasie co kultura Chavín. Została odkryta przez Julia Tello w 1927 roku. Rozwój kultury Paracas dzieli się na okresy Paracas Cavernas (800 – 500 p.n.e.) oraz Paracas Necrópolis (500 p.n.e. – 100 n.e.).
Nazwa kultury pochodzi od podziemnych grot służących za nekropole, do których prowadził wąski pionowy szyb zakończony półkolistym pomieszczeniem o średnicy ok. 4,0 m. Po Paracas pozostało dziesiątki grobowców tego typu. W takich grotach odnaleziono ceramikę i płócienne wory z pochowanymi mumiami ułożonymi w pozycji embrionalnej. Zwłoki owinięte były w zwoje ozdobnych tkanin. Prawdopodobnie liczba zwojów zależna była od pozycji społecznej zmarłego. Tkaniny te posiadają bogate, dekoracyjne wzory, najczęściej w formie geometrycznych figur, a wykonane zostały z wełny alpak, którą ludność nadbrzeżna kupowała za sól i suszone ryby. Hodowla alpak i lam prowadzona była przez ludność osiadłą w górach Andach. Na nizinach rolnicy uprawiali kukurydzę, fasolę, ziemniaki i paprykę.
Mumie miały sztucznie zdeformowane czaszki. Wypalana ceramika zdobiona była wzorami geometrycznymi, czasem biomorficznymi w kolorach żółtym, zielonym, czerwonym i czarnym. Wzory malowane na ceramice i tkane na płótnie wykazują wiele wspólnych cech z kulturą Chavín. Dopiero ok. 300 p.n.e. – 200 r. pojawiały się zabytki o wyraźnych cechach wyróżniających kulturę tego rejonu. Były to realistyczne wyobrażenia ludzi, ptaków i innych zwierząt. Znalezione w nekropoli tkaniny wykonane były z bawełny. W części środkowej o czarnej barwie wyhaftowano wełną z lam wizerunki z wyobrażeniami w pierwszym okresie kotów, w czasach późniejszych kapłanów, tancerek i wojowników.